# Wilkes Coast
Wilkes Coast är en strand i Antarktis. Den ligger i Östantarktis. Australien gör anspråk på området.